# Mona Fastvold
Mona Fastvold (Oslo, 1981 o 1986) es una directora de cine, guionista y actriz noruega. Fue nominada a un premio Óscar como coguionista de la película The Brutalist.

## Biografía
Nació en Oslo y creció en el distrito de Jar, en Bærum. Su año de nacimiento varía según las fuentes, ya que algunas indican que fue 1981 y otras 1986. Comenzó su carrera como actriz infantil en Noruega, participando en series de televisión como Asylet. Posteriormente tuvo un papel recurrente en la telenovela Hotel Caesar. Se mudó a Nueva York para estudiar actuación en las escuelas HB Studio y Atlantic Acting School.
Debutó como directora en 2011 con el video musical de la canción "Go Right Ahead" del cantante y compositor noruego Sondre Lerche. También hizo videos musicales para las bandas Maribel, Razika, Civiltwilight y The Megaphonic Thrift.
El primer largometraje que dirigió fue The Sleepwalker (2014), cuyo guion escribió junto a Brady Corbet, quien también actuó en la película. Estrenada en el Festival de Cine de Sundance, la cinta estuvo protagonizada por Gitte Witt, Christopher Abbott, Stephanie Ellis y Corbet. Su siguiente proyecto como directora fue la película The World to Come (2020), basada en un guion de Ron Hansen y Jim Shepard, que compitió en el Festival Internacional de Cine de Venecia. Narra el romance de dos mujeres, interpretadas por Katherine Waterston y Vanessa Kirby, en el Estados Unidos de mediados del siglo XIX. Ganó el premio Queer Lion a la mejor película de temática LGBTQ del festival.
Tras The Sleepwalker, continuó colaborando profesionalmente con Corbet, quien debutó como director con el largometraje The Childhood of a Leader (2015), del cual fue coguionista y coproductora. La obra es una adaptación del cuento La infancia de un jefe de Jean-Paul Sartre. Por este trabajo fue nominada a un premio Independent Spirit en la categoría de mejor ópera prima. También contribuyó con la historia de la película Vox Lux (2018) y fue coguionista de The Brutalist (2024), ambas dirigidas por Corbet. Por The Brutalist fue nominada a un premio Óscar en la categoría de mejor guion original, y recibió nominaciones a los premios BAFTA, Globo de Oro y Critics Choice, entre otros.

## Vida personal
Estuvo casada con Sondre Lerche entre 2005 y 2014. Fastvold conoció a Brady Corbet la primera vez que viajó a Nueva York; fueron presentados por el actor Christopher Abbott. La amistad inicial dio paso a una relación profesional de colaboración mutua en sus películas, y posteriormente a una relación de pareja. Ambos tienen una hija, nacida en 2014.

## Filmografía
| Año  | Título                    | Directora | Guionista | Productora | Notas                                                                 |
| ---- | ------------------------- | --------- | --------- | ---------- | --------------------------------------------------------------------- |
| 2014 | The Sleepwalker           | Sí        | Sí        | No         | Guion escrito junto a Brady Corbet                                    |
| 2015 | The Childhood of a Leader | No        | Sí        | Sí         | Guion escrito junto a Brady Corbet                                    |
| 2018 | Vox Lux                   | No        | Sí        | No         | Historia escrita junto a Brady Corbet                                 |
| 2018 | Rosy                      | No        | No        | Sí         | Productora ejecutiva                                                  |
| 2019 | The Mustang               | No        | Sí        | No         | Guion escrito junto a Laure de Clermont-Tonnerre y Brock Norman Brock |
| 2020 | The World to Come         | Sí        | No        | No         |                                                                       |
| 2021 | On Our Way                | No        | No        | Sí         | Productora ejecutiva                                                  |
| 2023 | The Crowded Room          | Sí        | No        | Sí         | Serie de televisión; directora de 3 episodios; productora ejecutiva   |
| 2024 | The Brutalist             | No        | Sí        | Sí         | Guion escrito junto a Brady Corbet; productora ejecutiva              |